# 格林尼治和伍利奇 (英國國會選區)

選區在大倫敦的位置

格林尼治和伍利奇（英語：Greenwich and Woolwich），英國國會一自治市選區，包括大倫敦格林尼治區七個區。
始設於1997年。當區議員一直是工黨的尼克·倫斯福。他在2010年大選中以49.2%選票再度連任。